# Gauss (unità di misura)
Il gauss (simbolo G) è l'unità di misura del campo magnetico, indicato anche come "densità di flusso magnetico" o "campo di induzione magnetica". Un gauss, facente parte del sistema CGS elettromagnetico, è pari ad 1 maxwell per centimetro quadrato. Il sistema CGS è stato formalmente soppiantato dal sistema internazionale di unità di misura (S.I.), che utilizza il tesla T come unità di misura del campo magnetico. Un gauss è pari a 1×10−4 T (e quindi 1 T = 1×104 G).
In base al sistema di unità gaussiano (CGS), il gauss è l'equivalente di un esu/cm2, mentre l'oersted è l'unità di misura del campo magnetizzante. Nel S.I. invece l'unità di misura di quest'ultimo è l'ampere su metro A/m.
Il gauss è un'unità dell'ordine di grandezza del campo magnetico terrestre: il campo magnetico terrestre varia infatti a seconda dei luoghi da 0,2 G a 0,7 G.
L'unità di misura prende il nome dal matematico e fisico Carl Friedrich Gauss.